# Jans Koerts
Jans Koerts (Lochem, 24 agosto 1969) è un ex ciclista su strada olandese.

## Carriera
Attivo dal 1989 al 2007, in carriera ha vinto una tappa alla Vuelta a España e un Campionato olandese. Dopo il ritiro ha ammesso di aver fatto uso di sostanze dopanti, in particolare di EPO e testosterone.

## Palmarès

### Strada
- 1989 (Koga Miyata, una vittoria)

Omloop van de Houtse Linies
- 1990 (Koga Miyata, due vittorie)

Classifica generale Sachsen-Tour International
4ª tappa Teleflex Tour (Schijndel > Sint Michielsgestel)
- 1991 (Dilettanti, sei vittorie)

Ster van Zwolle
Ronde van Noord-Holland
Omloop van de Baronie
4ª tappa Circuit Franco-Belge (Leers > Kluisbergen)
5ª tappa - parte a Circuit Franco-Belge (Wasquehal > Wasquehal)
1ª tappa Wielerweekend Zeeuws-Vlaanderen
- 1992 (PDM-Ultima-Concorde, una vittoria)

Ronde van Limburg
- 1993 (Festina-Lotus, due vittorie)

2ª tappa Tour d'Armorique (Lamballe > Roscoff)
1ª tappa Volta a Portugal (Loulé > Tavira)
- 1994 (Festina-Lotus, tre vittorie)

Grand Prix de Denain
7ª tappa Fresca Classic (Milwaukee > Milwaukee)
1ª tappa Tour du Poitou-Charentes (Civray > Barbezieux-Saint-Hilaire)
- 1995 (Palmans-Ipso, una vittoria)

Omloop van het Houtland
- 1996 (Palmans-Boghemans, sei vittorie)

2ª tappa Teleflex Tour ('s-Hertogenbosch > Eindhoven)
Memorial Rik Van Steenbergen
2ª tappa Vuelta a Burgos (Poza de la Sal > Miranda de Ebro)
Grote Prijs Jef Scherens
2ª tappa Commonwealth Bank Classic
3ª tappa Commonwealth Bank Classic
- 1998 (Rabobank, tre vittorie)

5ª tappa Post Danmark Rundt (Hundige > Frederiksberg)
1ª tappa Commonwealth Bank Classic
6ª tappa Commonwealth Bank Classic
- 1999 (Team Cologne, quattordici vittorie)

2ª tappa Rapport Toer (Welkom > Bloemfontein)
4ª tappa - parte b Rapport Toer (Oudtshoorn > Mossel Bay)
3ª tappa - parte a Giro del Capo (Stellenbosch > Stellenbosch)
Ronde van Noord-Holland
2ª tappa Ster der Beloften (Valkenburg aan de Geul > Valkenburg aan de Geul)
1ª tappa Niedersachsen-Rundfahrt (Einbeck > Verden)
2ª tappa Niedersachsen-Rundfahrt (Verden > Bückeburg)
1ª tappa - parte a OZ Wielerweekend (Sluiskil > Sluiskil)
Classifica generale OZ Wielerweekend
Ronde van Drenthe
3ª tappa Rheinland-Pfalz-Rundfahrt (Bad Marienberg > Bad Neuenahr-Ahrweiler)
Grote Prijs Wielerrevue
1ª tappa Commonwealth Bank Classic (Hurstville)
3ª tappa - parte a Commonwealth Bank Classic (Newcastle > Port Stephens)
- 2000 (Farm Frites, sei vittorie)

Omloop van het Waasland
3ª tappa - parte a Driedaagse Brugge-De Panne (De Panne > De Panne)
Sparkassen Giro Bochum
2ª tappa Vuelta a España (Montoro > Valdepeñas)
1ª tappa Commonwealth Bank Classic (Hurstville)
2ª tappa - parte a Commonwealth Bank Classic (Newcastle > Newcastle)
- 2001 (Mercury-Viatel, cinque vittorie)

4ª tappa Tour de Langkawi (Dungun > Kuantan)
6ª tappa Tour de Langkawi (Kluang > Melaka)
3ª tappa Parigi-Nizza (Saint-Étienne > Avignone)
3ª tappa - parte b Tour de Picardie (Villers-Cotterêts > Soissons)
Campionati olandesi, Prova in linea Elite
- 2003 (Bankgiroloterij, sette vittorie)

Ronde van Noord-Holland
2ª tappa Giro del Belgio (Ostenda > Knokke-Heist)
Bruxelles-Ingooigem
4ª tappa Sachsen-Tour International (Lipsia > Meißen)
4ª tappa Post Danmark Rundt (Middelfart > Faaborg)
Tour Beneden-Maas
Grand Prix d'Isbergues
- 2004 (Chocolade Jacques-Wincor Nixdorf, una vittoria)

Tour de Rijke

#### Altri successi
- 1989 (Koga Miyata)

Prologo  - parte a Tour de Suisse Orientale (Gossau, cronosquadre)
- 1990 (Koga Miyata)

Criterium Ochten
- 1994 (Festina-Lotus)

Classifica sprint Giro dei Paesi Bassi
- 1995 (Palmans-Ipso)

Grote Prijs Lanssens Crelan
Buggenhout-Opstal
Grote Prijs Stad Sint-Niklaas
Grote Prijs Briek Schotte
- 1996 (Palmans-Boghemans)

Criterium Wielsbeke
Memorial Thijssen
- 1998 (Rabobank)

Ruddervoorde Koerse
Teralfene
Classifica sprint Giro dei Paesi Bassi
- 1999 (Team Cologne)

Prologo Giro del Capo (Durbanville)
Classifica a punti Giro del Capo
Criterium Gelsenkirchen
Classifica a punti OZ Wielerweekend
Classifica sprint OZ Wielerweekend
Profronde van Surhuisterveen
Izegem Koers
Classifica a punti Commonwealth Bank Classic
- 2000 (Farm Frites)

Criterium Eindhoven
Derny Epe
- 2001 (Mercury-Viatel)

Clarendon Cup
Criterium Arlington
Profronde van Heerlen
Profronde van Zwolle
- 2003 (Bankgiroloterij)

Criterium Burleigh

## Piazzamenti

### Grandi Giri
- Tour de France

2000: fuori tempo massimo (8ª tappa)
- Vuelta a España

1997: ritirato (7ª tappa)
2000: ritirato (11ª tappa)

### Classiche monumento
- Milano-Sanremo

2005: 164º
- Giro delle Fiandre

2000: ritirato
2001: ritirato
2003: ritirato
2004: ritirato
2005: ritirato
- Parigi-Roubaix

1997: 39º
1998: ritirato
2001: ritirato
2002: fuori tempo massimo
2004: ritirato
2005: fuori tempo massimo

### Competizioni mondiali
- Campionati del mondo

Plouay 2000 - In linea Elite: ritirato
Zolder 2002 - In linea Elite: 58º